# Franz Georg Stiller
Franz Georg Stiller (* 23. April 1920 in München; † 12. März 1975 ebenda) war ein deutscher Politiker der FDP.

## Leben und Beruf
Stiller besuchte die Luitpold-Oberrealschule in München, danach absolvierte er ein Praktikum bei den Bayerischen Motoren-Werken. Dort stieg er bis zum Konstrukteur auf. Aufgrund der Nürnberger Gesetze musste er jedoch 1941 entlassen werden. Danach war er zunächst bei einer anderen Firma als stellvertretender Geschäftsleiter tätig, anschließend eröffnete er ein eigenes Ingenieurbüro. Nach dem Krieg baute er ein Autogeschäft auf, 1946 wurde er zum Landesvorsitzenden des von ihm mitbegründeten Bayerischen Kraftfahrhandels- und -Gewerbe-Verbandes berufen.
Noch vor der Machtergreifung 1933 schloss sich Stiller der Scharnhorst-Jugend an und wurde deren Führer für München-Nord. Er pflegte eine Freundschaft zu Alexander Schmorell, welcher der Widerstandsgruppe Weiße Rose angehörte. Dank des Eingreifens Dritter konnte der Name Stillers aus der Liste der nach der Flugblatt-Aktion der Geschwister Scholl zu Verhaftenden und Abzuurteilenden entfernt werden.

## Politik
Bei der Landtagswahl 1946 gewann Stiller ein Mandat im ersten Bayerischen Landtag der Nachkriegszeit, dem er eine Wahlperiode lang bis 1950 angehörte.